# Laparocerini
Laparocerini es una tribu de insectos coleópteros curculiónidos pertenecientes a la subfamilia Entiminae.  

## Géneros
- Aomus
- Aphyonotus
- Asmaratrox
- Cyrtozemia
- Laparocerus
- Lichenophagus
- Merimnetes
- Moreiba
- Neomerimnetes
- Straticus